# Варальо, Франсиско Антонио
Франси́ско Анто́нио Вара́льо (исп. Francisco Antonio Varallo; 5 февраля 1910, Ла-Плата, Аргентина — 30 августа 2010, Ла-Плата) — аргентинский футболист, нападающий, футбольный тренер. Начал карьеру в клубе Химнасия и Эсгрима, затем перешел в Бока Хуниорс, в составе которого неоднократно выигрывал Чемпионат Аргентины по футболу с 1929 по 1935 годы.
В 1937 году выиграл Чемпионат Южной Америки среди национальных сборных (позже Кубок Америки по футболу) в составе сборной Аргентины. Также являлся одним из самых молодых игроков Чемпионата мира 1930 года и последним остававшимся в живых участником этого турнира. До 2008 года занимал звание лучшего бомбардира Бока Хуниорс с 181 голом, затем был превзойден Мартином Палермо.

## Биография

### Детство и юность
Родился 5 февраля 1910 года в Ла-Плата. Третий сын Педро и Терезы Варальо Иаторно. Получил прозвище Pancho от семьи и друзей. Дебют в футболе состоялся в очень молодом возрасте, в городской команде Ферро Карриль Суд.

### Смерть
В последние месяцы жизни был принят в дом престарелых из-за бронхита, который развился из-за простуды и усугубился из-за преклонного возраста. Из-за респираторного осложнения скончался в возрасте ста лет в санатории, в первом часу дня, понедельник 30 августа 2010 года. Похороны были проведены в 10 часов утра, на следующий день после смерти, на кладбище Ла-Плата. В похоронах приняли участие видные деятели и игроки аргентинского футбола Мартин Палермо, Джордже Амеаль, Себастьян Батталья, Хулио Грондона, президент Химнасия — Вальтер Джизанде. Перед началом матча с Сан-Лоренсо де Альмагро, команда почтила память футболиста минутой молчания.

## Карьера
В 1928 году восемнадцатилетний Варальо начал играть в составе Химнасия Ла-Плата (исп. Gimnasia La Plata), сначала в качестве защитника, затем в центре поля и, наконец, становится нападающим. В первой игре молодежной категории Чемпионата Испании (Терсера) команда выиграла со счетом 8-1. Через неделю перешел в Чемпионат Аргентины. Там он начал свою карьеру с победы команды Атлетико Коледжалес со счетом 1-2, в сезоне 1929 года.
С 1931 года Варальо стал выступать за «Боку Хуниорс». За годы, проведённые в этой команде, он забил 194 мяча в ворота соперников, из них 181 — в профессиональных чемпионатах. По общему количеству забитых мячей он уступает в истории «Боки» лишь Мартину Палермо (234) и Роберто Черро (218).
В 1930 году Варальо стал вице-чемпионом мира в составе сборной Аргентины. В 1938 году он получил довольно серьёзную травму и был вынужден завершить карьеру в 1940 году, в возрасте 30 лет.
В 1994 году Франсиско Варальо стал первым кавалером Ордена почёта ФИФА за заслуги перед футболом.
Франсиско Варальо скончался 30 августа 2010 года в возрасте 100 лет.

## Достижения
- Чемпион Аргентины (3): 1931, 1934, 1935
- Чемпион Аргентины в допрофессиональную эру: 1929
- Вице-чемпион мира: 1930
- Чемпион Южной Америки: 1937
- Лучший бомбардир чемпионата Аргентины: 1933 (34 гола)
- Орден почёта ФИФА — 1994

### Личные
- Премия Golden Foot (в номинации «Легенды футбола»): 2010

## Статистика выступлений
| Клуб                          | Сезон            | Лига | Лига | Кубки | Кубки | Итого | Итого |
| Клуб                          | Сезон            | Игры | Голы | Игры  | Голы  | Игры  | Голы  |
| ----------------------------- | ---------------- | ---- | ---- | ----- | ----- | ----- | ----- |
| Химнасия и Эсгрима (Ла-Плата) | 1928             | 32   | 8    | -     | -     | 32    | 8     |
| Химнасия и Эсгрима (Ла-Плата) | 1929             | 17   | 8    | -     | -     | 17    | 8     |
| Химнасия и Эсгрима (Ла-Плата) | 1930             | 24   | 20   | -     | -     | 24    | 20    |
| Химнасия и Эсгрима (Ла-Плата) | Итого            | 73   | 36   | 0     | 0     | 73    | 36    |
| Бока Хуниорс                  | 1931             | 24   | 27   | -     | -     | 24    | 27    |
| Бока Хуниорс                  | 1932             | 27   | 24   | 5     | 2     | 32    | 26    |
| Бока Хуниорс                  | 1933             | 34   | 34   | 6     | 11    | 40    | 45    |
| Бока Хуниорс                  | 1934             | 25   | 18   | -     | -     | 25    | 18    |
| Бока Хуниорс                  | 1935             | 24   | 23   | -     | -     | 24    | 23    |
| Бока Хуниорс                  | 1936             | 28   | 23   | -     | -     | 28    | 23    |
| Бока Хуниорс                  | 1937             | 22   | 22   | -     | -     | 22    | 22    |
| Бока Хуниорс                  | 1938             | 1    | 0    | -     | -     | 1     | 0     |
| Бока Хуниорс                  | 1939             | 24   | 9    | 2     | 1     | 26    | 10    |
| Бока Хуниорс                  | Итого            | 209  | 180  | 13    | 14    | 222   | 194   |
| Всего за карьеру              | Всего за карьеру | 282  | 216  | 13    | 14    | 295   | 230   |